# Юніонтаун (Алабама)
Юніонтаун (англ. Uniontown) — місто (англ. city) в США, в окрузі Перрі штату Алабама. Населення — 2107 осіб (2020).

## Географія
Юніонтаун розташований за координатами 32°26′52″ пн. ш. 87°30′34″ зх. д. / 32.44778° пн. ш. 87.50944° зх. д. (32.447641, -87.509460). За даними Бюро перепису населення США в 2010 році місто мало площу 3,45 км², уся площа — суходіл. В 2017 році площа становила 39,35 км², з яких 39,31 км² — суходіл та 0,04 км² — водойми.
Юніонтаун розташований в південно-західній частині округу Перрі, штат Алабама, і лежить в західній частині області, відомої як «Зарості очерету» (англ. Canebrake), що є частиною прерій Чорного Пояса та традиційно вважається одним з найбагатших сільськогосподарських районів в штаті Алабама.

## Демографія
Згідно з переписом 2010 року, у місті мешкало 1775 осіб у 660 домогосподарствах у складі 459 родин. Густота населення становила 515 осіб/км². Було 764 помешкання (222/км²).
Расовий склад населення:
| - 90,6 % — чорних або афроамериканців - 9,1 % — білих |

До двох чи більше рас належало 0,3 %. Частка іспаномовних становила 0,5 % від усіх жителів.
За віковим діапазоном населення розподілялося таким чином: 35,8 % — особи молодші 18 років, 53,9 % — особи у віці 18—64 років, 10,3 % — особи у віці 65 років та старші. Медіана віку мешканця становила 28,4 року. На 100 осіб жіночої статі у місті припадало 79,7 чоловіків; на 100 жінок у віці від 18 років та старших — 69,9 чоловіків також старших 18 років.
Середній дохід на одне домашнє господарство становив 28 763 долари США (медіана — 14 967), а середній дохід на одну сім'ю — 32 102 долари (медіана — 23 281). Медіана доходів становила 31 563 долари для чоловіків та 28 098 доларів для жінок. За межею бідності перебувало 48,4 % осіб, у тому числі 61,0 % дітей у віці до 18 років та 32,2 % осіб у віці 65 років та старших.
Цивільне працевлаштоване населення становило 648 осіб. Основні галузі зайнятості: освіта, охорона здоров'я та соціальна допомога — 28,9 %, виробництво — 22,5 %, науковці, спеціалісти, менеджери — 10,3 %, роздрібна торгівля — 10,2 %.